# 錫米尼恰鄉
47°42′N 26°24′E / 47.700°N 26.400°E
錫米尼恰鄉（羅馬尼亞語：Comuna Siminicea, Suceava），是羅馬尼亞的鄉份，位於該國東北部，由蘇恰瓦縣負責管轄，面積39平方公里，海拔高度296米，2002年人口3,047，人口密度每平方公里77人。